# Tour d'Écosse féminin
Le Tour d'Écosse féminin (Women's Tour of Scotland) est une course cycliste par étapes féminine qui se tient tous les ans en Écosse. La course est la version féminine du Tour d'Écosse. Créée en 2019, elle intègre le Calendrier international féminin UCI, en classe 2.1.

## Palmarès
| Année | Vainqueur   | Deuxième       | Troisième    |
| ----- | ----------- | -------------- | ------------ |
| 2019  | Leah Thomas | Alison Jackson | Stine Borgli |
| 2020  |             |                |              |